# Aciphylla indurata
Aciphylla indurata là một loài thực vật có hoa trong họ Hoa tán. Loài này được Cheeseman mô tả khoa học đầu tiên năm 1914.